# Nationaal Park Poleski
Nationaal Park Poleski (Pools: Poleski Park Narodowy) is een nationaal park gelegen in Woiwodschap Lublin in het oosten van Polen en het westen van de historische regio Polesië. De oprichting tot nationaal park vond plaats op 1 mei 1990 en had ten tijde van de oprichting een oppervlakte van 48,13 km². Op 1 februari 1994 volgde een uitbreiding van het grondgebied tot 97,643 km² en werd er een bufferzone van 140 km² ingesteld. Op 30 april 2002 werd Nationaal Park Poleski toegevoegd aan de lijst van biosfeerreservaten onder UNESCO's Mens- en Biosfeerprogramma (MAB), als onderdeel van Biosfeerreservaat West-Polesië. In 2012 besloot het Internationaal Coördinerend Comité om het gebied, samen met twee naastgelegen biosfeerreservaten in Oekraïne en Wit-Rusland, samen te voegen tot een trilateraal Biosfeerreservaat West-Polesië. Bovendien valt Nationaal Park Poleski onder de Conventie van Ramsar en onder zowel de Vogel- als Habitatrichtlijn binnen het Natura 2000-netwerk van de Europese Unie.

## Flora en fauna
De dominante biotopen van Nationaal Park Poleski zijn uitgestrekte hoogvenen, vochtige graslanden en verschillende bostypen zoals elzen- en berkenmoerasbossen. In het nationaal park zijn ongeveer 130 soorten mossen en 1.000 vaatplanten vastgesteld. Enkele zeldzame plantensoorten zijn de lange zonnedauw (Drosera anglica) en het rood bosvogeltje (Cephalanthera rubra). Ook zijn er meer dan 200 vogelsoorten vastgesteld, waaronder het korhoen (Lyrurus tetrix), witoogeend (Aythya nyroca) en grote zilverreiger (Ardea alba). Ook leeft het eland (Alces alces) in Nationaal Park Poleski. Er wordt geschat dat hun aantal rond de 150 ligt, wat een hoog aantal is voor het relatief kleine gebied. Ook zijn er circa 300 bevers in het nationaal park aanwezig. Andere vermeldenswaardige zoogdieren zijn de otter (Lutra lutra), boommarter (Martes martes) en wolf (Canis lupus).

## Wandelroutes
In Nationaal Park Poleski zijn zes toeristische routes uitgezet, die uitgerust zijn met informatieborden, vlonderpaden (in natte gebieden) en plaatsen om uit te rusten.
- Wandelroute "Dąb Dominik" - Beginnend vanuit het dorp Łomnica en heeft een lengte van 2,5 km. De route kan uitgebreid worden tot 3,5 km. Het pad leidt door meerdere bostypen en een zoetwatermeer dat zich in de laatste fase van verlanding vindt.
- Wandelroute "Perehod" - Beginnend vanuit het dorp Pieszowola en heeft een lengte van 5 km. De route leidt naar een vogelreservaat, waar de vogels bekeken kunnen worden vanuit twee observatietorens en een kijkscherm.
- Wandelroute "Spławy" - Beginnend vanuit het dorp Stare Załucze en heeft een lengte van 7,5 km.
- Wandelroute "Żółwik" - Beginnend vanuit het dorp Stare Załucze en heeft een lengte van circa 0,5 km.
- Wandelroute "Obóz Powstańczy" - Beginnend vanuit het dorp Lipniak en heeft een lengte van 4 km.
- Fietsroute "Mietiułka" - Beginnend vanuit het dorp Łowiszów en heeft een lengte van 21 km. De route leidt naar een hoogveen met een observatietoren en naar het dorp Pieszowola. Vervolgens loopt de route langs de rivier Mietiułka, om weer te eindigen op het startpunt.

## Afbeeldingen

Het embleem van Nationaal Park Poleski met daarop een kraanvogel (Grus grus).
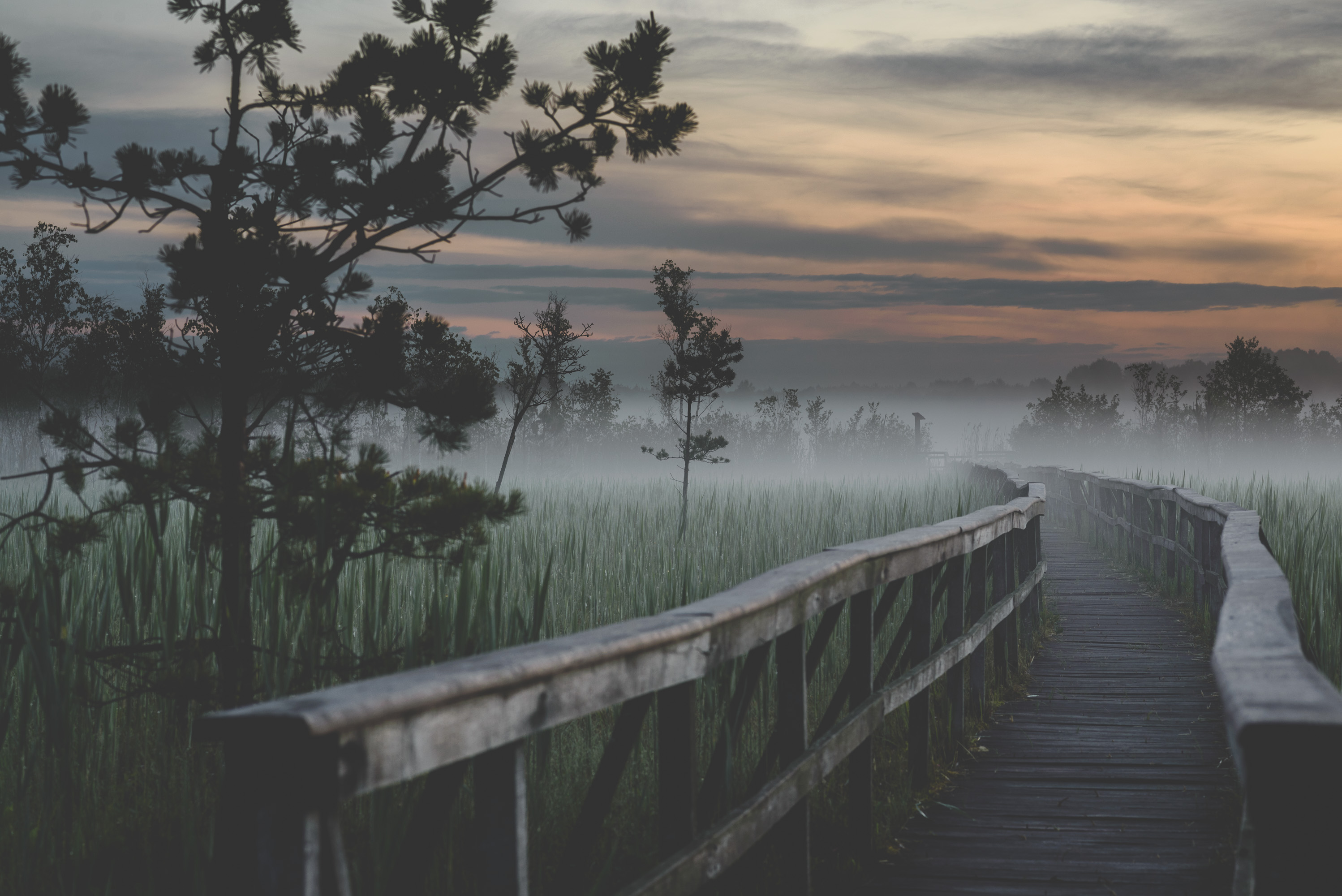
Grondmist over het moerassige deel van de wandelroute "Dąb Dominik".
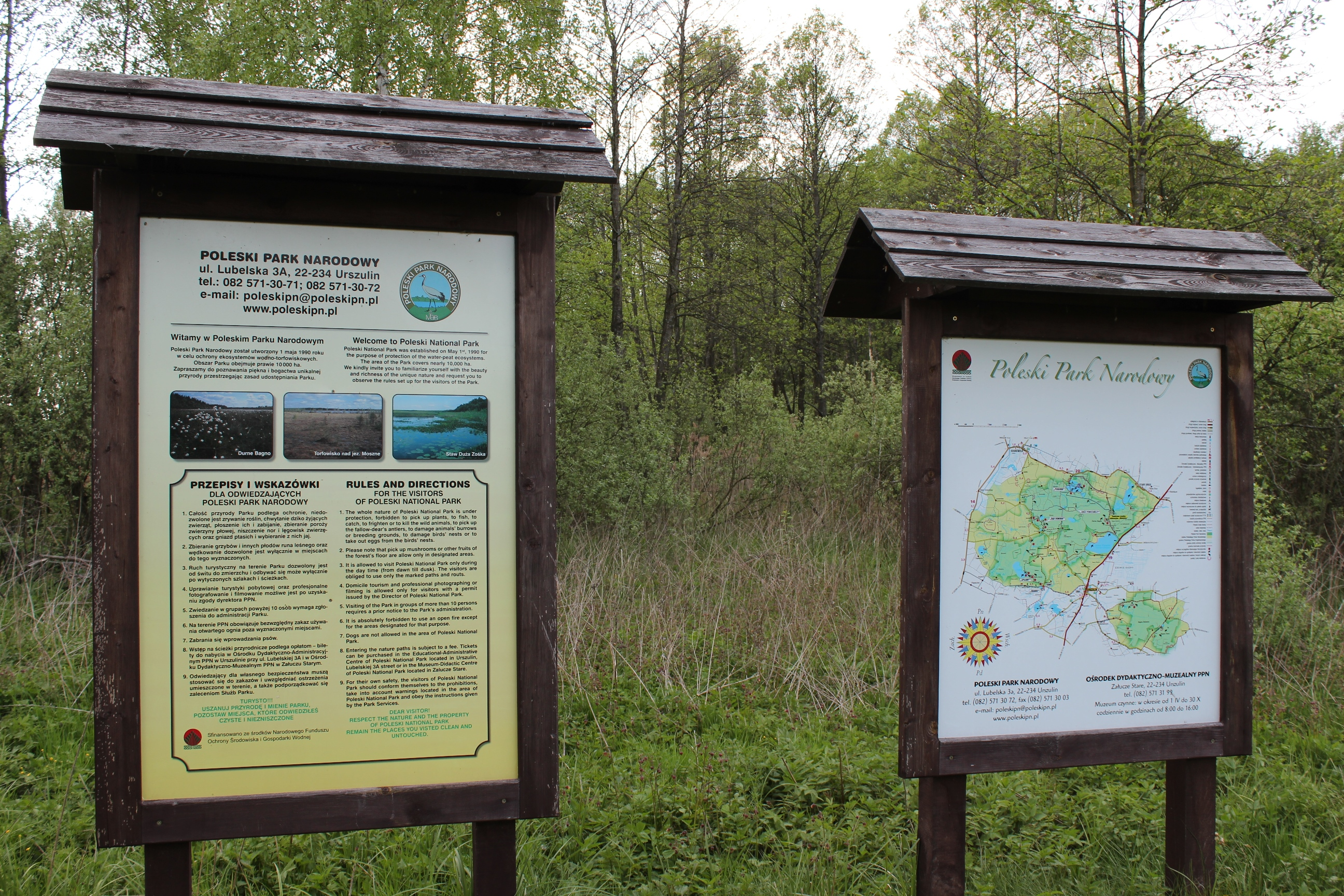
Informatieborden langs wandelroute "Spławy".
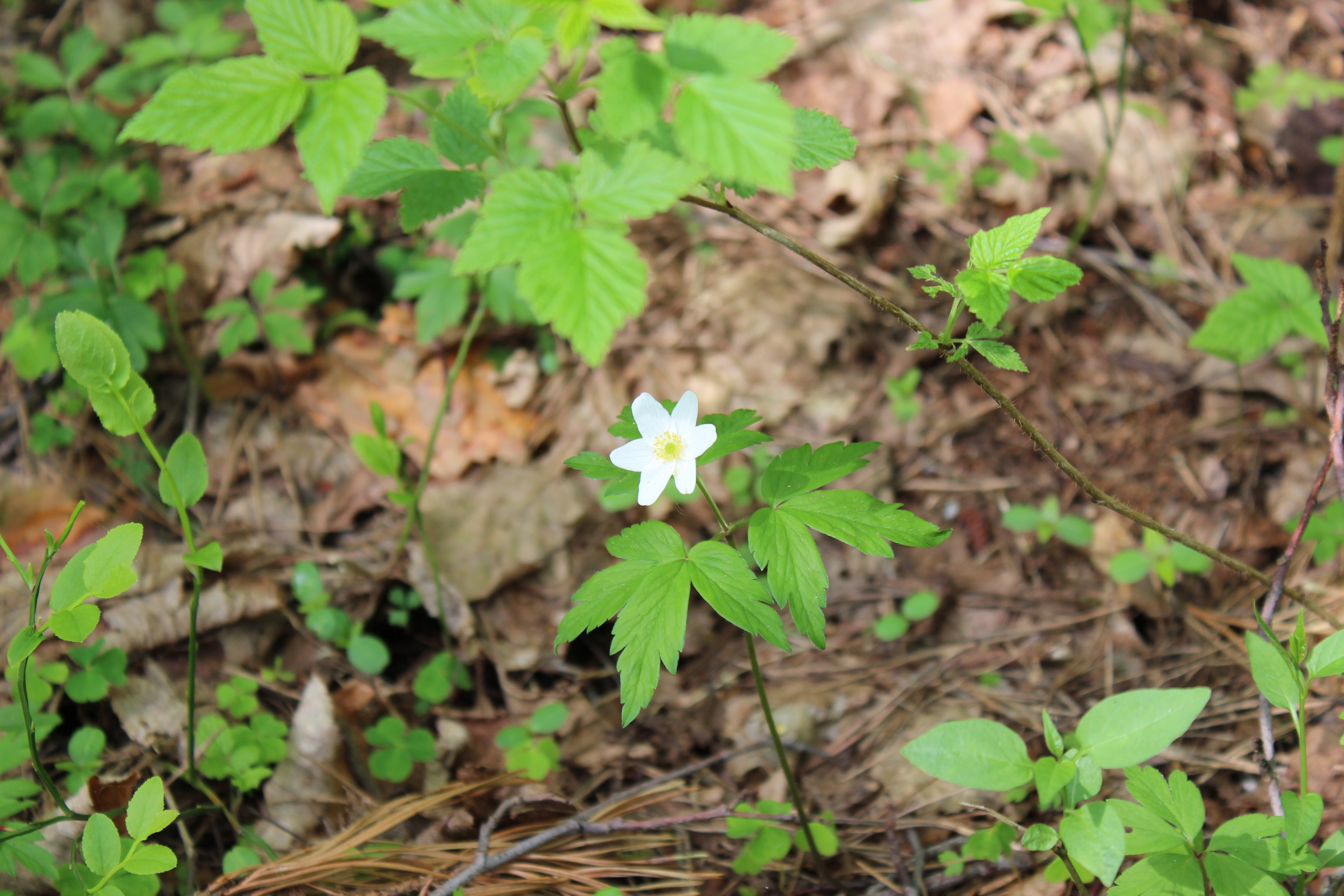
Bosanemoon (Anemone nemorosa) in Nationaal Park Poleski.
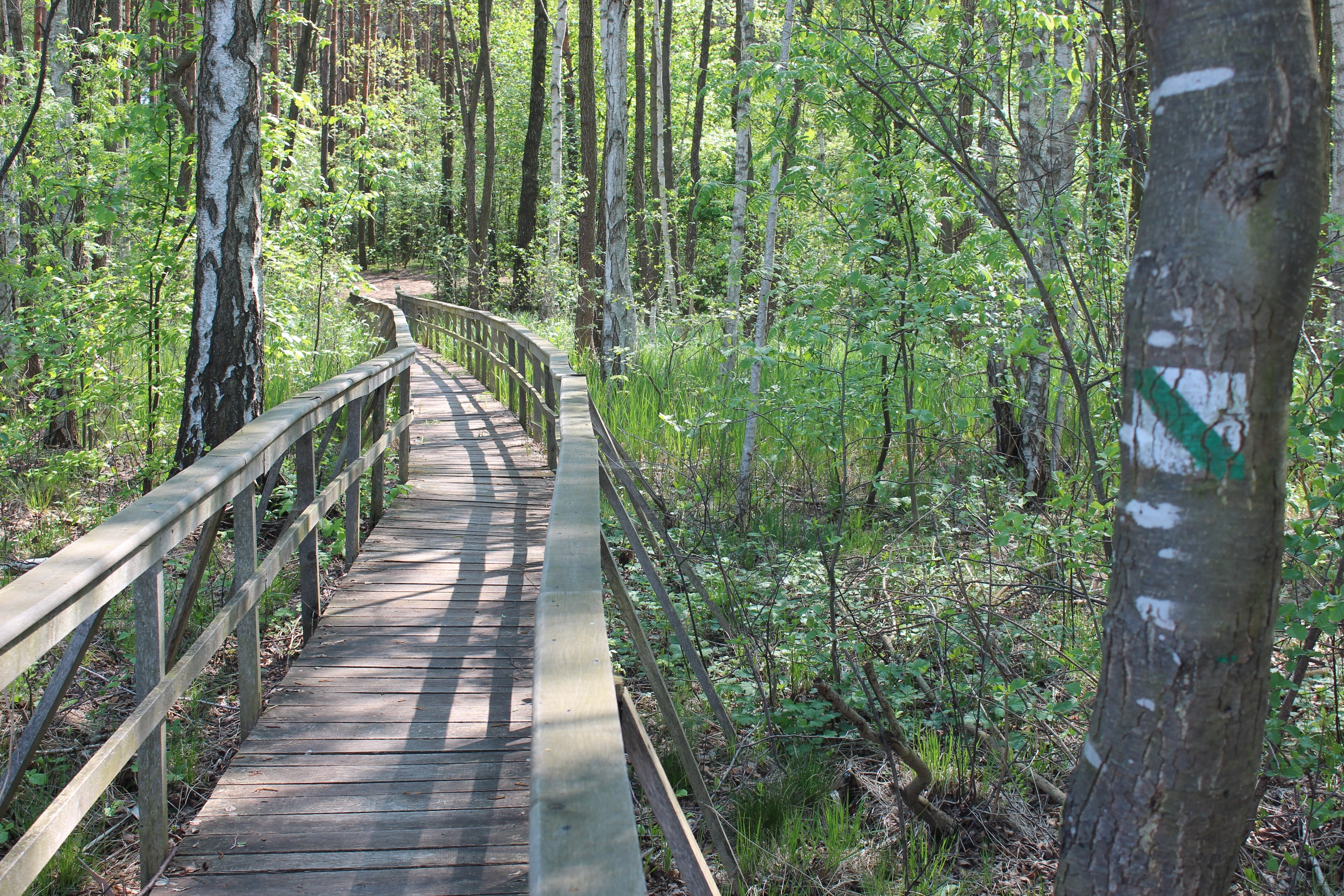
Vlonderpad over wandelroute "Dąb Dominik".
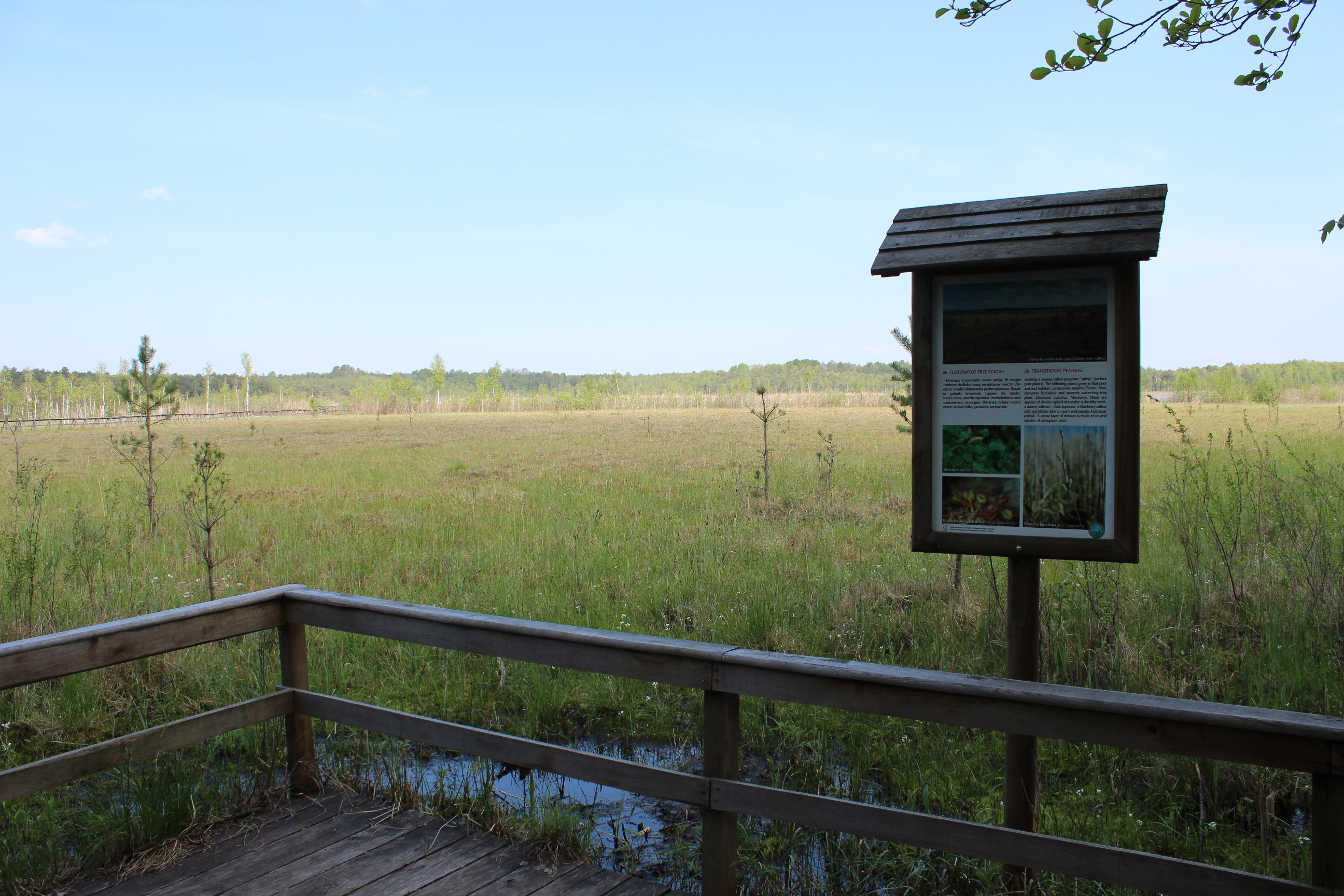
Uitzicht over een hoogveengebied.
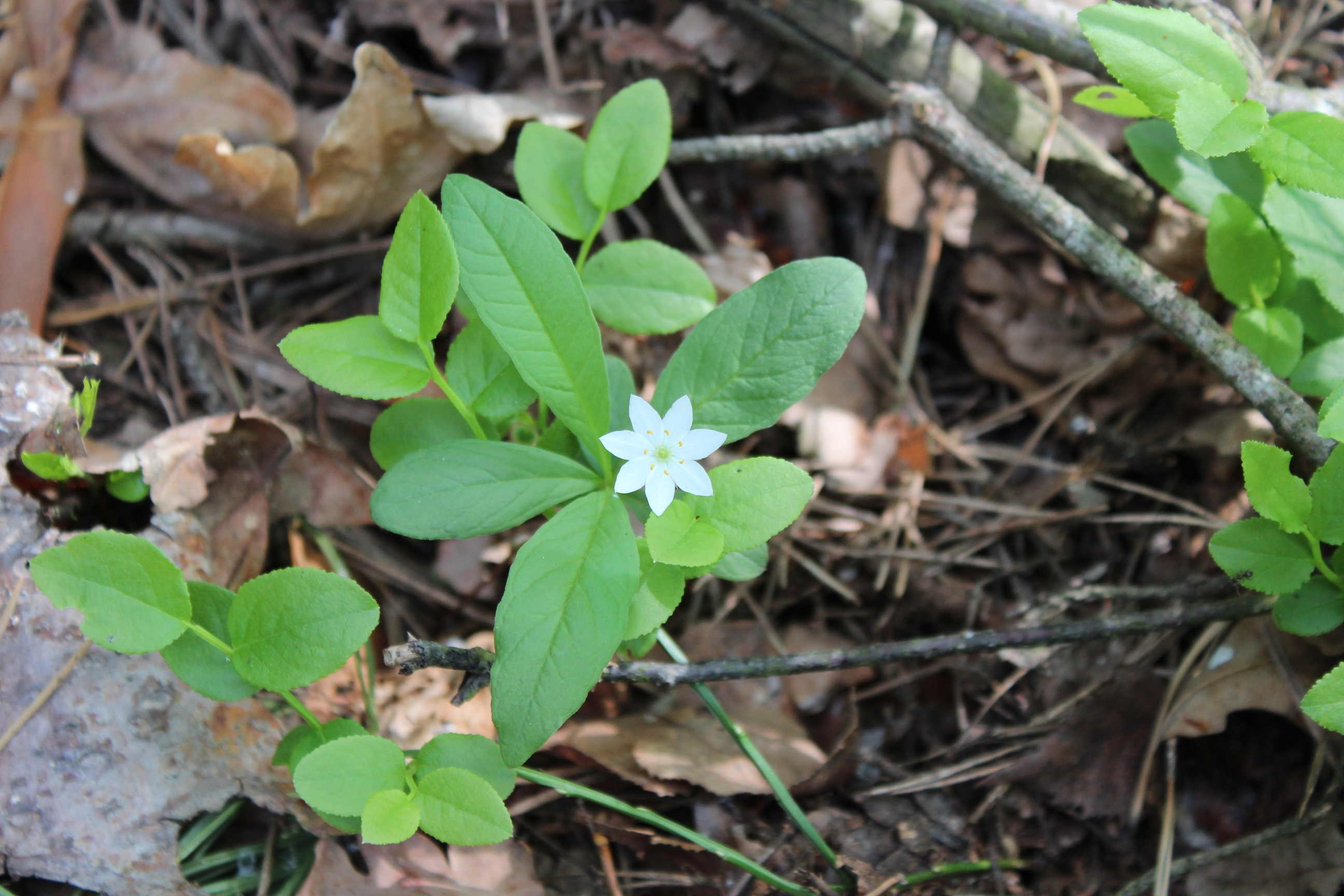
Zevenster (Trientalis europaea) in Nationaal Park Poleski.
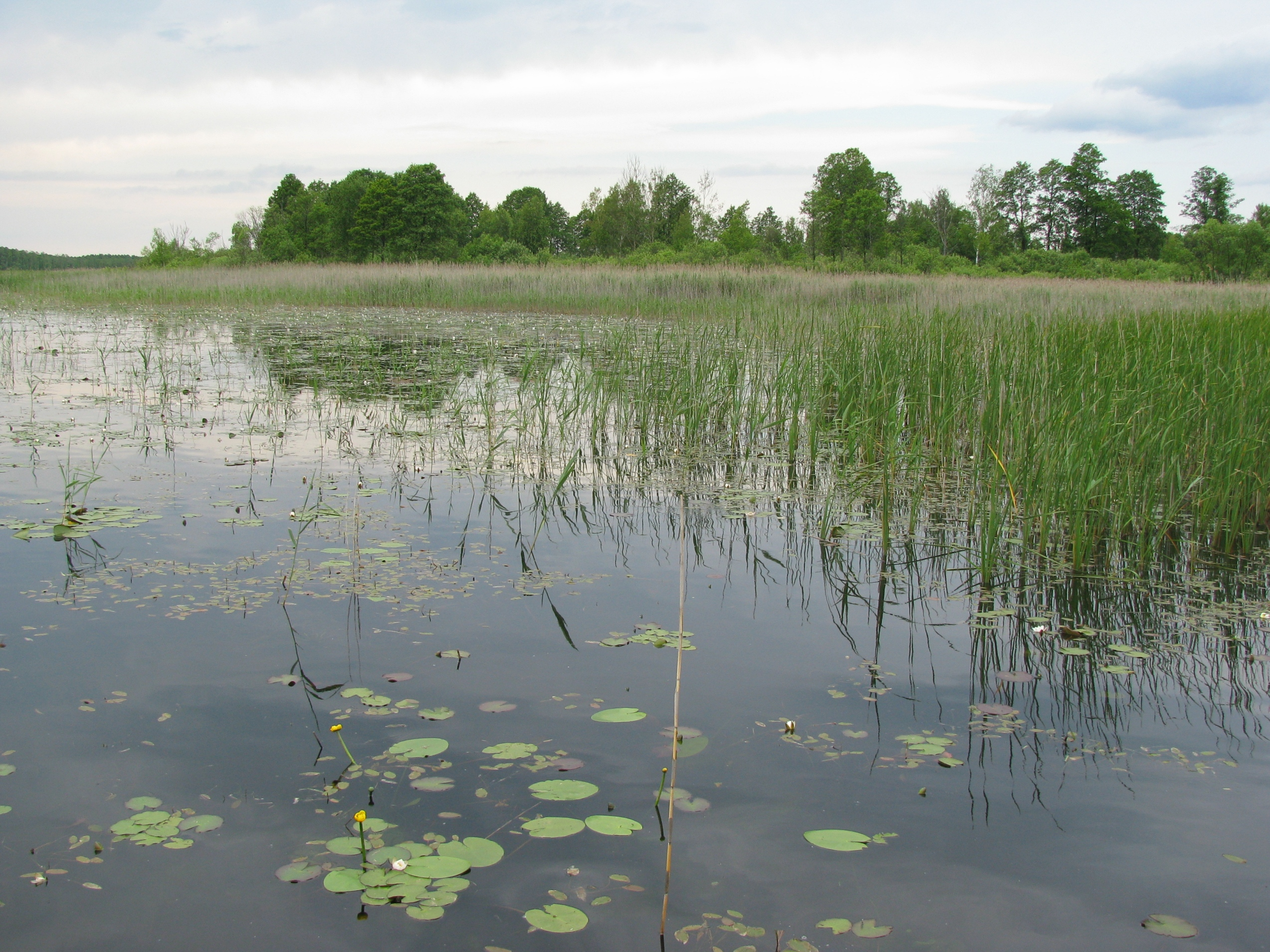

Babia Góra · 
Białowieża · 
Biebrza · 
Bieszczady · 
Bory Tucholskie · 
Drawa · 
Gorce · 
Gór Stołowych · 
Kampinos · 
Karkonosze · 
Magura · 
Narew · 
Ojców · 
Pieniny · 
Poleski · 
Roztocze · 
Słowiński · 
Świętokrzyski · 
Tatra · 
Wartamonding · 
Wielkopolska · 
Wigry · 
Wolin